# Kanggye
Kanggye (Koreaans: 강계) is een stad in de Noord-Koreaanse provincie Chagang-do.
Kanggye telt 252.000 inwoners.

## Geschiedenis
Tijdens de Koreaanse oorlog, na uit Pyongyang te zijn verdreven, vestigden Kim Il Sung en zijn regering zich in Kanggye, na eerst tijdelijk in Sinuiju domicilie te hebben gekozen.

## Geografie
Kanggye is gelegen in een bergachtige omgeving, nabij een plek waar twee rivieren samenvloeien, waaronder de Changja.

### Klimaat
Kanggye heeft een vochtig continentaal klimaat, code Dwa volgens de klimaatclassificatie van Köppen. De maximumtemperatuur overdag bedraagt -5°C in januari en 28°C in juli. Het gemiddeld nachtelijk minimum bedraagt in januari -18°C. De jaarlijkse neerslag bedraagt 913 mm; juli is de natste maand met 234 mm, januari de droogste met 11 mm.

## Bezienswaardigheden
Bezienswaardig is het Inphung-Paviljoen aan de Changjarivier die door de stad stroomt. Het werd gebouwd in 1472 als onderdeel van verdedigingswerken, en herbouwd in 1680. Enkele bergen in de omgeving zijn het vermelden waard, zoals de 2185 meter hoge Hŭsaek-san, de Yŏndŏk-san (1730 m) en de Hoiwa-san (1355 m).
Sinds de onthulling op 11 oktober 2011 zijn twee bronzen beelden te bezichtigen van de voormalige leiders Kim Il-sung en Kim Jong-il, gemaakt in de stijl van het Mansudae monument in Pyongyang.

## Economie
Belangrijke bedrijfstakken zijn de machinebouw, houtverwerking (vooral meubelproductie), keramiekproductie en wijnbouw. In de omgeving van de stad worden koper, zink, steenkool en grafiet gedolven.

## Verkeer
Kanggye is een verkeersknooppunt van wegen, spoorlijnen en een vliegveld voor zowel civiel als militair gebruik.

## Overig
In Kanggye staat een kortegolfzender van de Noordkoreaanse Post- en Telecom waarmee onder andere het programma van de Stem van Korea wordt uitgezonden.